# ГЕС Mone Chaung
ГЕС Mone Chaung — гідроелектростанція на заході М'янми. Знаходячись перед ГЕС Kyeeon Kyeewa, становить наразі верхній ступінь каскаду на річці Mone Chaung, правій притоці Іраваді (одна з найбільших річок Південно-Східної Азії, що впадає кількома рукавами до Андаманського моря та Бенгальської затоки). У майбутньому вище по течії збираються спорудити ГЕС Buywa (42 МВт).
В межах проекту річку перекрили кам'яно-накидною греблею висотою 61 метр, яка утримує витягнуте на 19 км водосховище з площею поверхні 42 км2 та об'ємом 832 млн м3.
Через водоводи з діаметрами 4,2 метра ресурс подається до пригреблевого машинного залу, де встановлено три турбіни типу Френсіс потужністю по 25 МВт. Вони використовують напір у 38 метрів та забезпечують виробництво 330 млн кВт-год електроенергії на рік.
Видача продукції відбувається по ЛЕП, розрахованій на роботу під напругою 132 кВ.